# Ejército Real de Marruecos

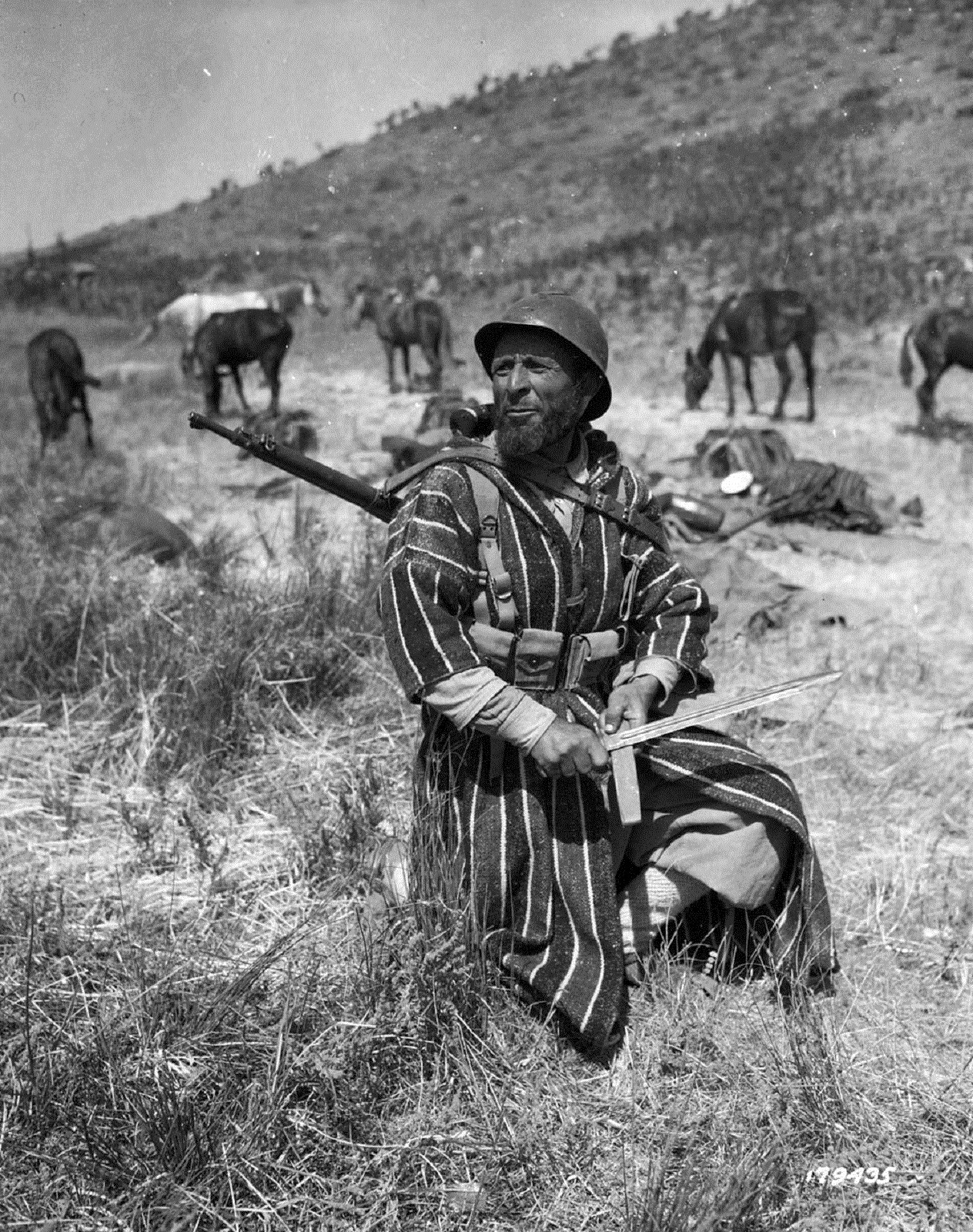
Goumier marroquí afilando su bayoneta. Italia 1944.

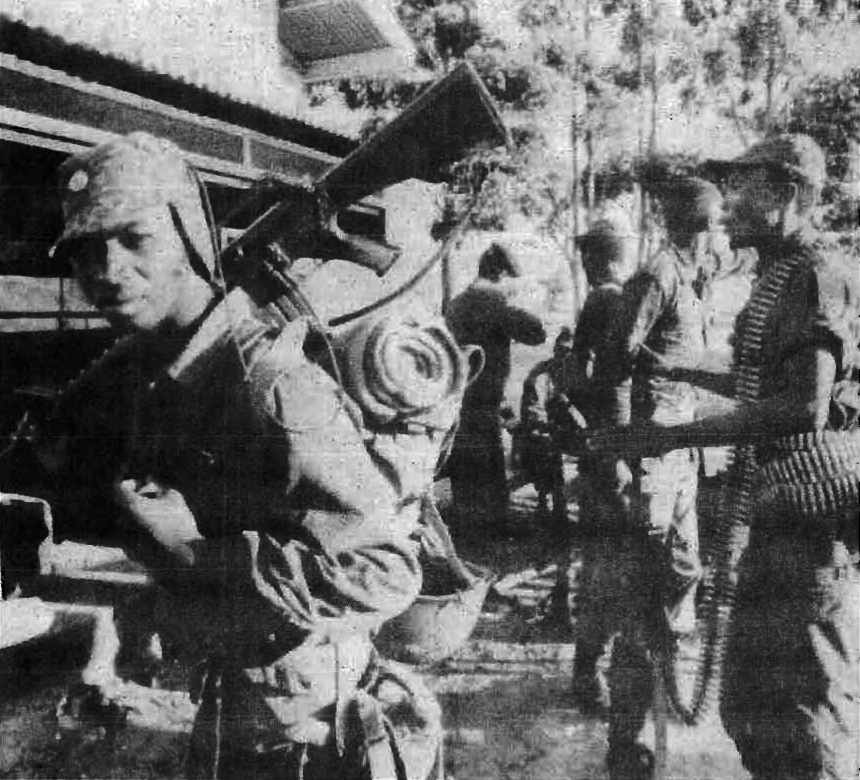
Oficial marroquí (en le fondo, con boina) con tropas locales en Zaire, 1977.

Tropas marroquíes durante la guerra del Golfo.

El Ejército Real de Marruecos (del francés: 'Armée Royale'), en árabe: الجيش الملكي‎ es la rama terrestre de las Fuerzas Armadas de Marruecos.
El Ejército Real está formado por 500.000 soldados. En caso de regímenes de excepción, una fuerza adicional de 400.000 reservistas, 240.000 gendarmes, 100.000 miembros de las Fuerzas Auxiliares y 5.000 miembros del Cuerpo Móvil de Intervención, pasan a disposición del Estado Mayor de Defensa de Marruecos.
Fuerzas terrestres de Marruecos han tomado parte en diversas guerras y batallas durante los siglos XX y XXI. Desde la Primera Guerra Mundial, donde tropas marroquíes lucharon bajo bandera francesa, hasta el actual conflicto en la República Centroafricana, donde fueron desplegadas a finales de 2013

## Historia

### Etapa precolonial
El territorio del actual Marruecos ha contado desde el siglo X con unas fuerzas terrestres de gran importancia y que permitieron una expansión militar máxima durante el Imperio Almorávide desde los Pirineos, al norte de la península ibérica, hasta Gao, durante la contienda frente al Imperio songhai. Hay que destacar que, hasta su ocupación colonial, el Ejército de Tierra de Marruecos estaba formado por un cuerpo regular conocido como El Jaysh (el Ejército) y por fuerzas irregulares conocidas como Majzén, conformado por tropas mercenarias y milicias tribales. Este último, durante la historia, ha sido instrumento de poder y de influencia, provocando numerosos conflictos internos y cambios de dinastías en Marruecos.
Debido a las políticas expansionistas de la actual dinastía reinante, la dinastía alauí, y de su apoyo a la piratería, los siglos XVIII y XIX estuvieron sumidos en enfrentamientos militares con potencias regionales y mundiales, a lo que hubo que sumar continuas rebeliones y secesiones internas, hechos que marcaron la decadencia y la pérdida de la soberanía de la nación siendo colonizado definitivamente a principios del siglo XX por Francia y España.
En 1890, Las Fuerzas Terrestres de Marruecos habrían estado compuestas por:

- 12.000 Infantes

- 2.000 Caballeros (Mahgzen)

- 2.000 Artilleros (Tobji) La infantería era reclutada principalmente en las tribus del norte del Atlas y estaba formada por 30 Tabores (batallones) de 400 soldados aproximadamente. La caballería era reclutada en tribus concretas en todo el territorio. Según la necesidad, el número de caballeros podía verse aumentado incluyendo a fuerzas irregulares conocidos como el Makhzen, los cuales tenían como funciones principales el de la seguridad ciudadana, de gendarmería y de protección de caravanas. La caballería Marroquí cabalgaba sobre caballos árabes, bereberes y anglo-árabes. La importancia de la caballería en la historia de Marruecos es tal que la tradición equina sigue siendo parte de la cultura como demuestran los festivales de Fantasía, un gran reclamo turístico tanto nacional como internacional. En cuanto a la Artillería estaba compuesta por la artillería de fortaleza (900 soldados) y la artillería de campaña (1500). La artillería de fortaleza tenía como principal función la defensa de grandes ciudades como Tánger, Tetuán, Larache, Rabat, Casablanca y Mogador.

### Etapa Colonial
Durante la Campaña de Marruecos (Francia: 1907-1934) y el periodo colonial (Francia: 1912–1956, España: 1912-1976) se produjo la subeditación de las tropias marroquíes, de iure bajo la soberanía del Sultán, y la creación de milicias y unidades de voluntarios bajo las autoridades militares y administrativas francesas y españolas. Esto es debido al estatus de Protectorado que ostentaba Marruecos y que le permitía mantener su propio jefe de Estado, es decir el Rey, y sus fuerzas armadas. Por esta razón la conscripción nunca tuvo lugar (al contrario que en las colonias). Muchos marroquíes acabaron formando parte de las tropas coloniales como cipayos, tirailleurs, goumiers u otros, tanto en el Ejército de África francés como en el Ejército de África español.
Durante la Primera Guerra Mundial fueron desplegados más de 37.000 marroquíes, la mayoría en el frente europeo. Pero fue durante la Segunda Guerra Mundial donde más de 300.000 soldados marroquíes lucharon con las Fuerzas Francesas Libres en los frentes del Norte de África, Italia, Este de Francia y Alemania. En ambos conflictos, las fuerzas marroquíes recibieron por parte de las tropas alemanas el apodo de "Todesschwalben" (Las Golondrinas de la muerte) debido a su experiencia de combate y su dureza como combatientes. Con el fin de la Segunda Guerra Mundial, las fuerzas marroquíes fueron desplegadas como Cuerpo Expedicionario Francés en Extremo Oriente durante la guerra de Indochina de 1946 a 1954.
El Ejército de España también empleó extensivamente tropas marroquíes en el Protectorado español de Marruecos, tanto en la guerra del Rif frente a las tropas rifeñas de Abd el-Krim, como en la guerra civil española como voluntarios o parte del Ejército Español de África, en la cual se estima un despliegue de entre 80.000 y 90.000 en el bando franquista y de entre 5.000 y 10 000 en el bando republicano

### Desde la Independencia a la actualidad
Con la disolución del Protectorado francés de Marruecos, se crearon las Fuerzas Armadas Reales el 14 de mayo de 1956. 14.000 marroquíes de servicio en el Ejército Francés y 10 000 del Ejército de España fueron transferidos al recién creado ejército. A este número hubo que añadir los aproximadamente 5.000 guerrilleros del Ejército de Liberación. Cerca de 2.000 oficiales y suboficiales franceses estuvieron bajo un corto periodo en Marruecos, hasta que las academias militares de St-cyr, Toledo y Casablanca produjeron suficientes mandos.
Los primeros enfrentamientos en los que tropas del recién independizado país lucharon fueron la Guerra de Ifni y la Guerra de las Arenas. La Guerra de Ifni fue un conflicto armado que enfrentó a fuerzas españolas contra el "Ejército de Liberación del Sáhara", una guerrilla marroquí formada por miembros del antiguo Ejército de Liberación y apoyadas y comandadas por el gobierno central de Marruecos. El Ejército de Liberación del Sáhara tuvo por misión la recuperación de los territorios de Ifni, el Protectorado Sur (Cabo Juby, capital Villa Bens/Tarfaya) y el Sáhara Español dentro del plan del Gran Marruecos, y que culminó con el abortado asedio de la ciudad de Sidi Ifni. La Guerra de las Arenas por su parte fue un conflicto fronterizo entre Marruecos y Argelia que inició en octubre de 1963 y tuvo como resultado no solo el cierre de la frontera sur entre ambos países, sino el principio de la enemistad y rivalidad entre estos, un conflicto que se mantiene hasta hoy en día
Debido al poder acumulado en torno a las Fuerzas Armadas, en 1971 se produjo el Golpe de Estado de Sjirat, un levantamiento militar para derrocar la monarquía dirigido por el general Mohammed Madbuh y el coronel Mohammed Ababu. Un año después, en 1972 se produjo el segundo Golpe de Estado fallido contra Hassan II, en él estaba implicado el general Mohammed Ufqir. Los dos golpes de estado propiciaron así una época de represión y de concentración de poder en torno a la monarquía denominada años de plomo.
Durante años posteriores, Marruecos participó activamente en conflictos internacionales y regionales. En 1973, unos 5.500 soldados y una treintena de tanques de las Fuerzas Armadas Reales fueron desplegados en Egipto y el frente del Golán durante la guerra de Yom Kipur. Posteriormente, entre 1977 y 1979, tropas marroquíes participaron en la Primera guerra de Shaba, bajo el mando del General Ahmed Dlimi, y después de la Segunda guerra de Shaba como parte y líder de la Fuerza Inter-Africana, bajo el mando del general Abdelkader Loubaris, para salvar al régimen de Mobutu Sese Seko en Zaire. Años más tarde, entre 1990 y 1991, dos batallons mecanizados y de infantería formaron parte de las Task Force Omar y Task Force Tariq durante la Primera guerra del Golfo. Durante la guerra civil somalí, entre 1992 a 1993, tropas marroquíes fueron desplegadas como parte de la UNITAF en la Operación Restaurar Esperanza, y en 1993, un asalto conjunto de tropas de élite franco-marroquíes realizaron un asalto urbano exitoso en Balee Doo-Ghlee durante la Batalla de Mogadiscio.
Pero la contienda más importante a la que tuvo que hacer frente Marruecos fue la Guerra del Sáhara, una Guerra asimétrica que tuvo lugar entre 1975 y 1991, en la cual el Ejército Real luchó frente a un movimiento independendentista en el Sáhara Occidental conocido como Frente Polisario, con base en Tinduf (Argelia), y apoyado principalmente por Argelia, la URSS, Libia y Cuba.
El siglo XXI está marcado por el terrorismo en toda el aérea del Magreb, principalmente el de grupos como Al Qaeda del Magreb Islámico. Desde el 2007, los países afectados por esta lacra, como Marruecos, han recibido de Estados Unidos y Reino Unido asistencia militar en la lucha antiterrorista, conocida como operación Libertad duradera - Transáhara. Posteriormente, en 2010, Fuerzas Especiales de Marruecos junto con unidades especiales jordanas fueron desplegadas en apoyo a las fuerzas de Arabia Saudí durante la Operación Tierra Quemada en Yemen, durante la cual se rechazó y persiguió a fuerzas insurgentes zaidíes. Recientemente, en 2013, otro grupo de unidades especiales fue enviado a Mali, en apoyo a las fuerzas francesas en el lugar, durante la Intervención militar en Malí, con el objetivo de frenar el avance de rebeldes islamistas ligados a Al Qaeda. Recintemente Marruecos ha enviado tropas y asistencia en inteligencia dentro del marco de cooperación con los Emiratos Árabes Unidos como parte de la Guerra contra el Estado Islámico de 2014, actualmente 6 cazas F-16 de la Real Fuerza Aérea Marroquí fueron desplegados en EAU para el bombardeo de posiciones del Estádo Islámico en coordinación con el mando aéreo estadounidense en Catar.

## Proyección Internacional

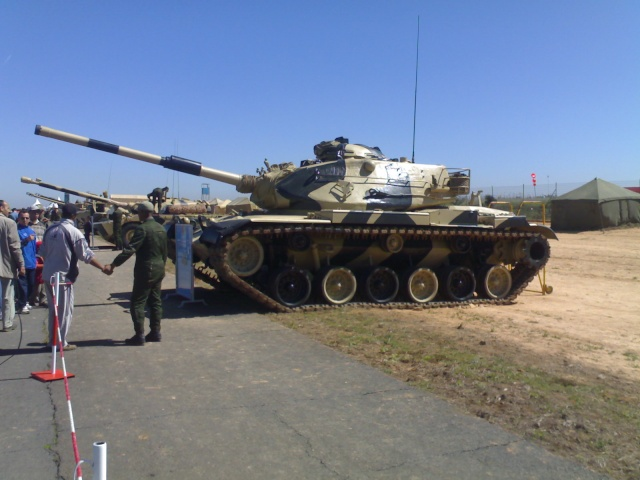
Un M60A3 marroquí durante una exhibición en 2006.

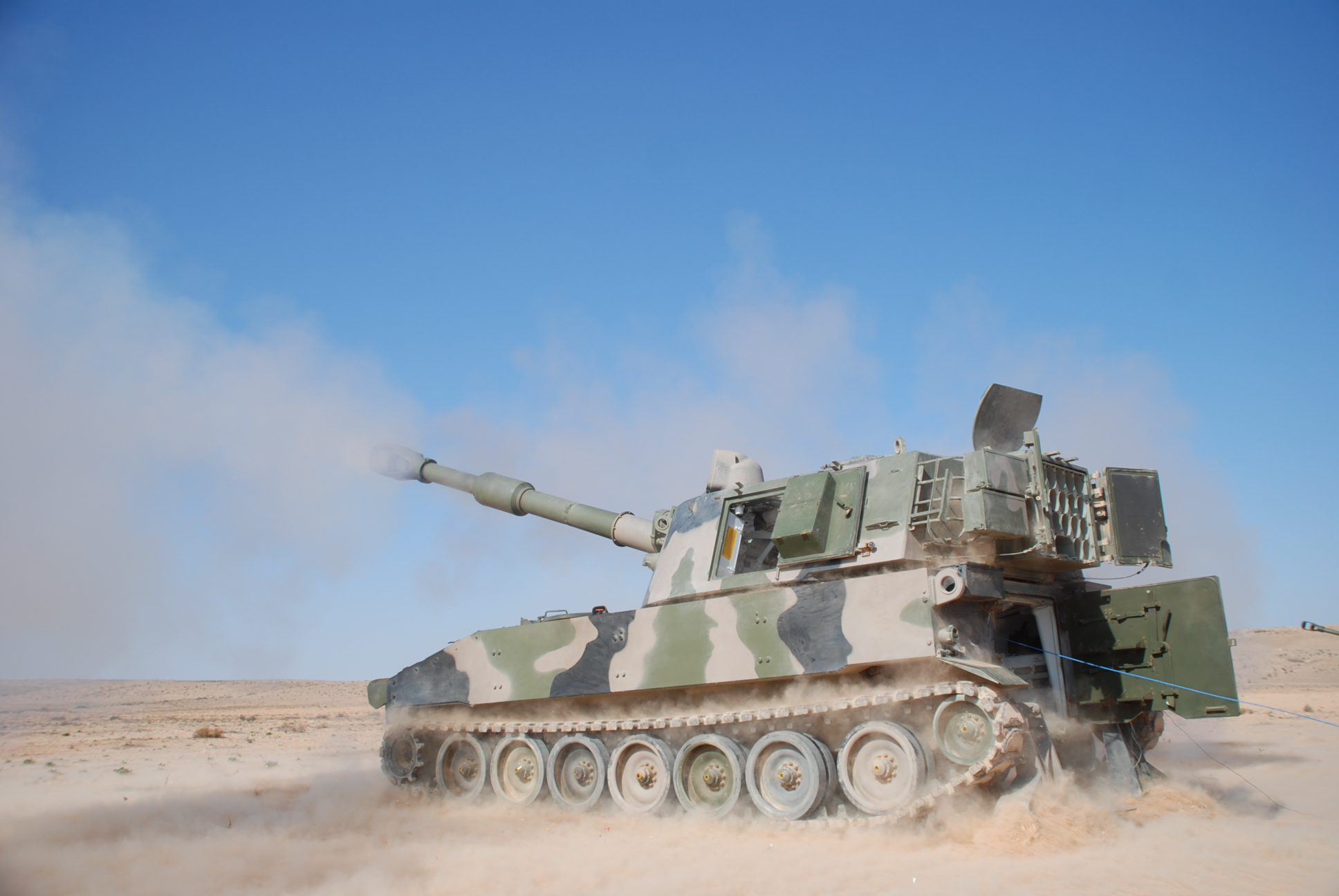
Un M109A5 del 15.º Grupo de Artillería Real marroquí.

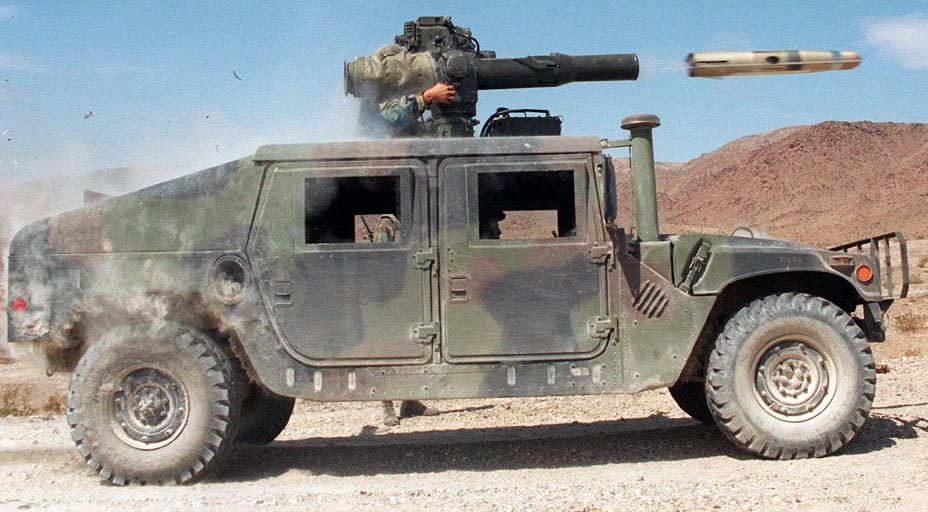
Humvee marroquí, armado con armas antitanque (TOW).

El Reino de Marruecos forma parte de varios organismos internacionales, es un aliado importante extra-OTAN, miembro de la Liga Árabe, y ha establecido acuerdos de cooperación militar con varios países, como EE. UU. Rusia, Portugal, Túnez, China, Catar, Italia, Francia, España, Emirato Árabes or Turquía entre muchos otros. Como miembro de las Naciones Unidas, las fuerzas armadas de Marruecos han participado en varias misiones como parte de las Fuerzas de paz de las Naciones Unidas, entre ellas:
- ONUC durante la Crisis del Congo
- MONUC durante la segunda guerra del Congo
- UNOCI durante la primera guerra civil de Costa de Marfil
- UNAVEM I, UNAVEM II y UNAVEM III durante la guerra civil angoleña
- UNOSOM I y UNOSOM II durante la guerra civil somalí
- UNTAC durante la guerra camboyano-vietnamita
- MONUSCO sucesora de la MONUC durante la segunda guerra del Congo
- UNSMIS durante la guerra civil siria
- BINUCA Conflicto en la República Centroafricana[50]

También ha formado parte como miembro no OTAN de:
- UNITAF durante la guerra civil somalí
- KFOR durante y después de la guerra de Kosovo
- IFOR y SFOR durante y después de la guerra de Bosnia

Marruecos también ha abierto varios hospitales de campaña y ayuda humanitaria, como es el caso en la frontera tunecino-líbia durante la guerra de Libia de 2011,, en los campos de refugiados en Jordania durante la guerra civil siria, en la Franja de Gaza después de la Operación Pilar Defensivo o los más recientes en la capital maliense, Bamako, después del Conflicto en el norte de Malí (2012-2013), y en Conakri (Guinea) como parte de un acuerdo en ayuda humanitaria al país.

## Secciones

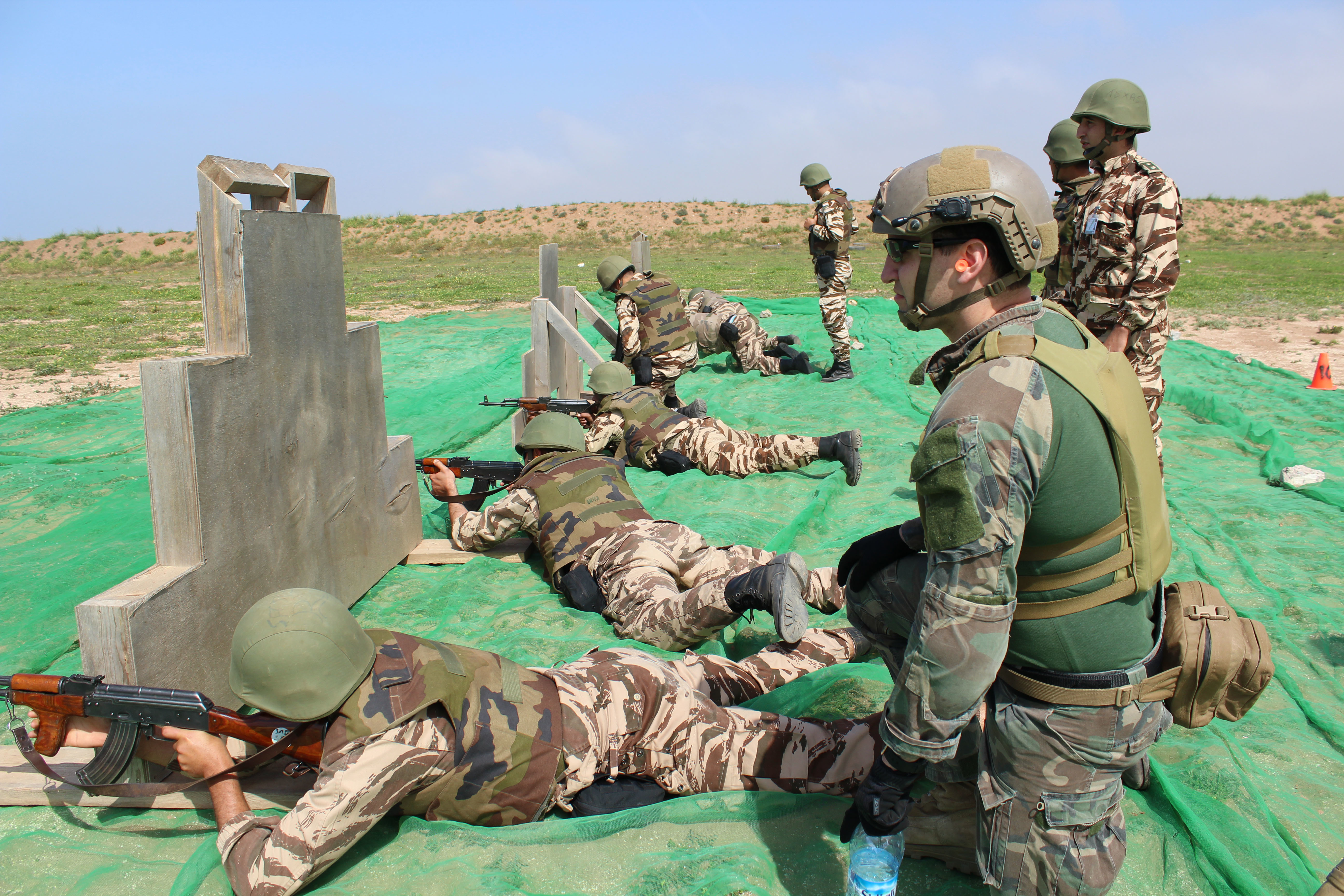
Soldados marroquíes en un entrenamiento en 2017.

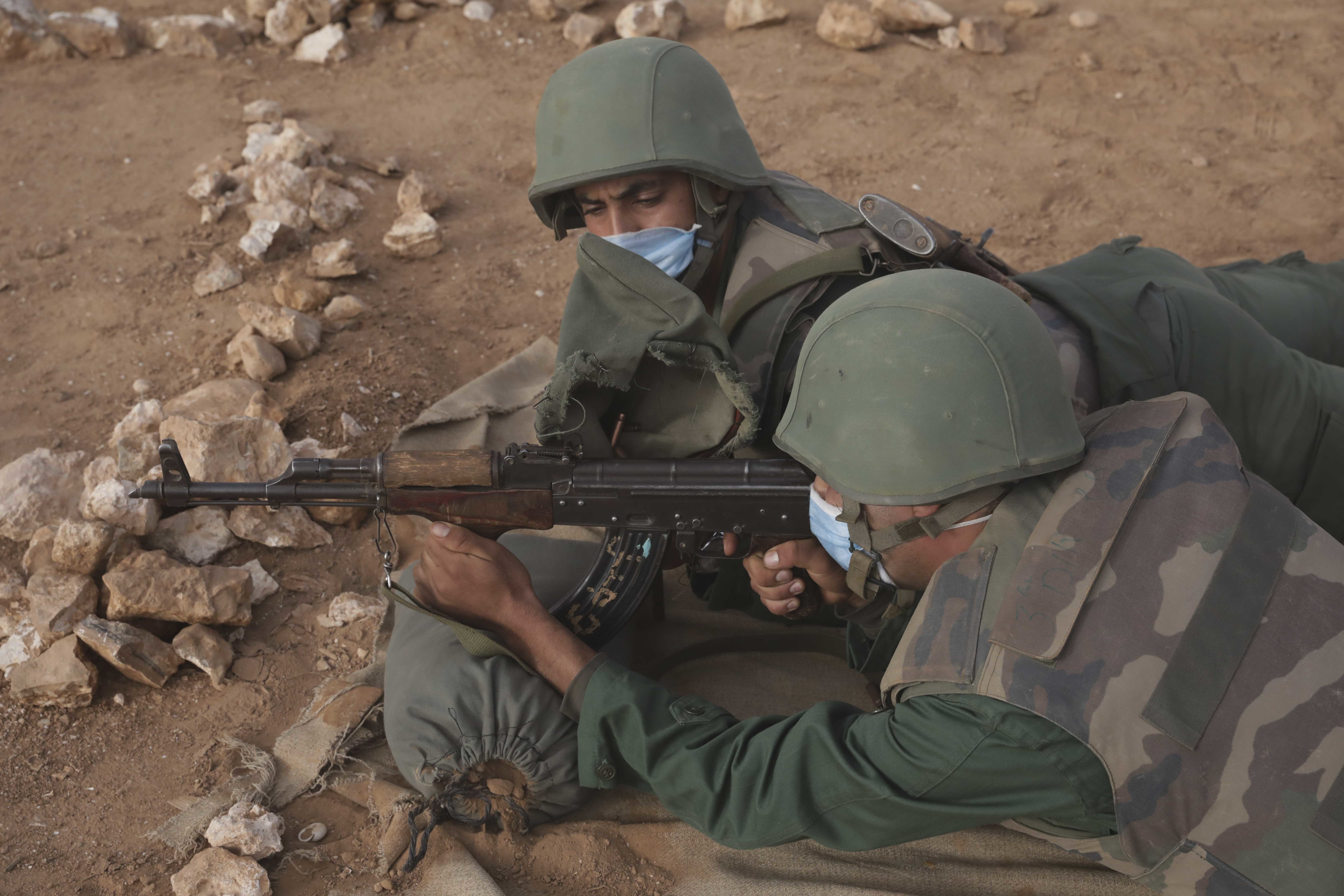
Soldados marroquíes en un entrenamiento en 2021.

Debido al secretismo que rodea a las FAR varias estimaciones y estudios pueden ser encontrados acerca de su composición y estructura. La Estructura de mando se divide así:
- Cuartel General del Estado Mayor de Defensa en Rabat.
  - Mando Norte en Mequinez
  - Mando Sur en El Aiun

Las secciones principales están divididas en:
- 10 Grupos de Escuadrones Blindados (GEB)
- 8 Regimientos de Infantería Mecanizada (RIM)
- 3 Brigadas de Infantería Mecanizada Independientes.
- 39 Batallones de Infantería Independientes (BIS)
- 1 Brigada Ligera de Seguridad (BLS)
- 2 Grupos de Caballería
- 10 Batallones de Ingenieros
- 13 Grupos de Artillería Real (GAR)
  - 1 Grupo de Defensa Aérea adjunto (DCA)

Las unidades de élite y/o fuerzas especiales son:
- 2 Brigadas de Infantería paracaidista (BIP)
- 2 Batallones de Infantería Aeroportada (BIAP)
- 3 Batallones de Camel Corps (Meharis) Motorizados
- 4 Batallones de Comandos
- 1 Batallón de Esquiadores (BS)
- Guardia Real
  - 4 Batallones de Infantería
  - 2 Grupos de Caballería

## Equipamiento

### Equipamiento Personal

#### Uniformes
Marruecos dispone de varios uniformes en servicio para diferentes funciones:
- Uniformes de Servicio Verde Oliva (en).

Uniforme de servicio general para todas las unidades, este es utilizado durante maniobras o ejercicios básicos. Originalmente usado como uniforme de combate, este está siendo reemplazado por los uniformes de camuflaje Lizard. Varios modelos de varios tonos de verde oliva están disponibles basados en los Mle 64 (satin-300) y Mle 64/80 F1 y F2 franceses entre otros.
- Uniforme de Combate F2 con Camuflaje Central-Europeo (en)

Originalmente adquirido para unidades específicas, paracaidistas entre otros, este ha sido sustituido por la versión más moderna de los Lizard.
- Uniforme de Combate basado en el Mle 1947/56 TAP y Mle 1958 con camuflaje Lizard (en) "F1".

Utilizado desde los años 70 en uso restringido, estos uniformes están basados en los TAP47/56 y TTA58 franceses y son de fabricación nacional. Disponibles en dos tonos, désertico (Lizard Desierto), adquirido en los años 90, y Boscoso (Lizard Rojo) en varios patrones. Estos han pasado a ser los uniformes utilizados para misiones internacionales, ejercicios internacionales, etc. Actualmente están reemplazando gradualmente el uso de los "Verde Oliva".
- Uniforme de Combate con camuflaje Ártico.

Uniforme totalmente blanco para las unidades especializadas en ambiente ártico del 1.er batallón de Esquiadores y de uso exclusivo.
- Uniforme de Combate con camuflaje K-Way.

Adquirido para unidades espécificas de los Batallones Paracaidistas y de uso exclusivo.

#### Cascos
Las FAR disponen de dos modelos de casco en su repertorio, ambos de fabricación nacional:
- Casco M78 F1 (en): Utilizado desde los años 90, este está disponible en dos versiones, una para uso general y otra más ligera para los paracaidistas.
- Casco SPECTRA (en): Adquirido inicialmente al Ejército Francés para las misiones de Kosovo y Serbia este ha ido gradualmente sustituyendo al Modèle 51 TTA. Disponible también en dos versiones (General y Ligera), actualmente es el casco de uso general en el seno de las FAR.
- Casco MKH/ACH-7: introducido desde febrero de 2024 en las unidades de infantería para sustituir a los cascos SPECTRA ya anticuados, el MKH/ACH-7 se fabrica localmente en color verde oliva y con el sistema MACS.

#### Chalecos
Las FAR utilizan 4 modelos distintos de Chalecos antibalas y antifragmentación. 
- Chalecos Táctico "Verde Oliva" de diseño y fabricación nacional.
- Chalecos S3 franceses en camuflaje CCE
- Chalecos de fabricación nacional basados en el TAT-BA-7 Chino con camuflaje CCE.
- Chalecos Kavro TAC-I-IIB+ de producción local con sistema Molle y un sistema de liberación rápida, este chaleco se adquirió para sustituir a los demás chalecos.

Soldados Marroquíes con el uniforme Verde Oliva (en) y casco SPECTRA.
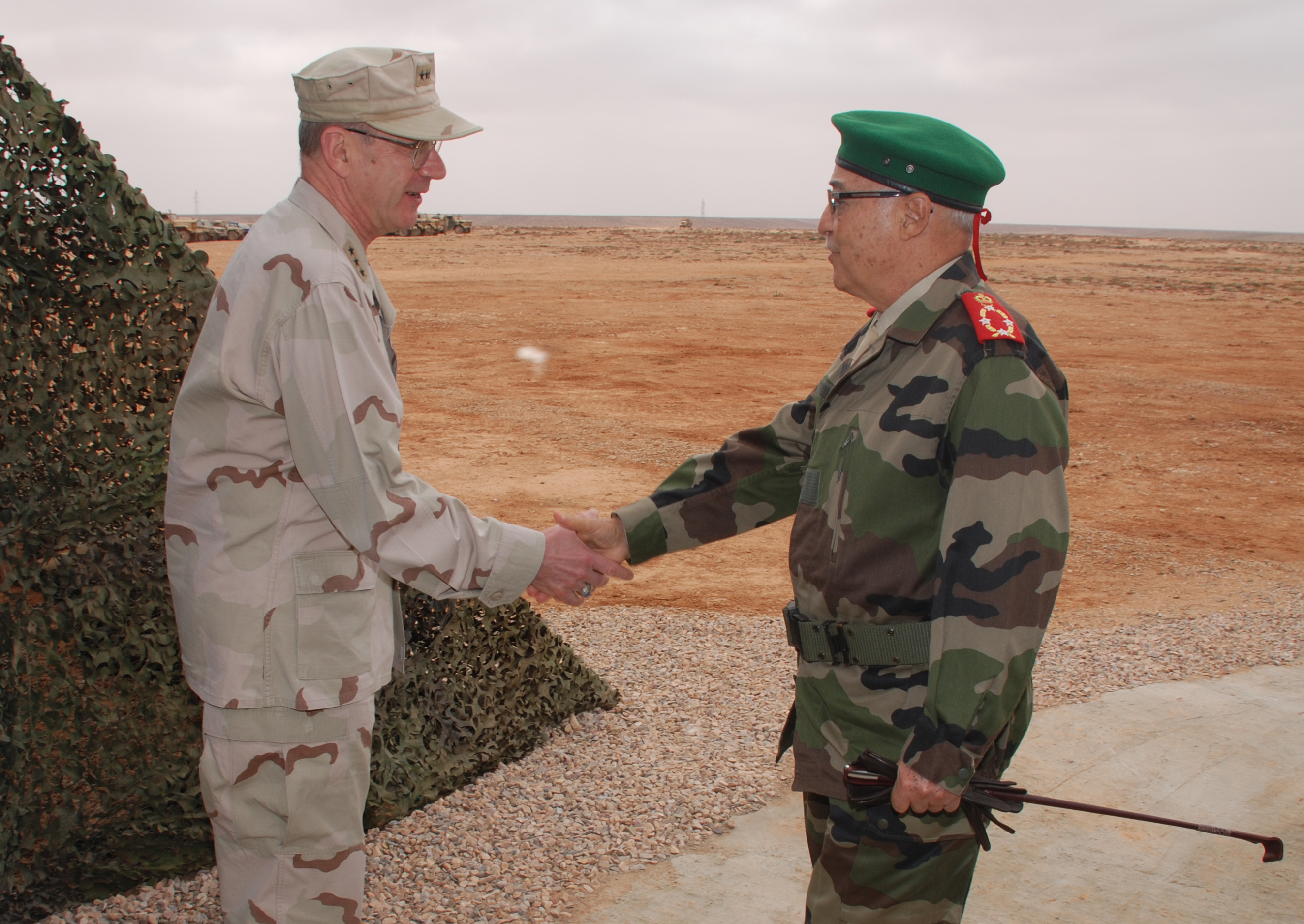
General Abdelaziz Bennani llevando el uniforme con camuflaje Camuflaje Central-Europeo (en).
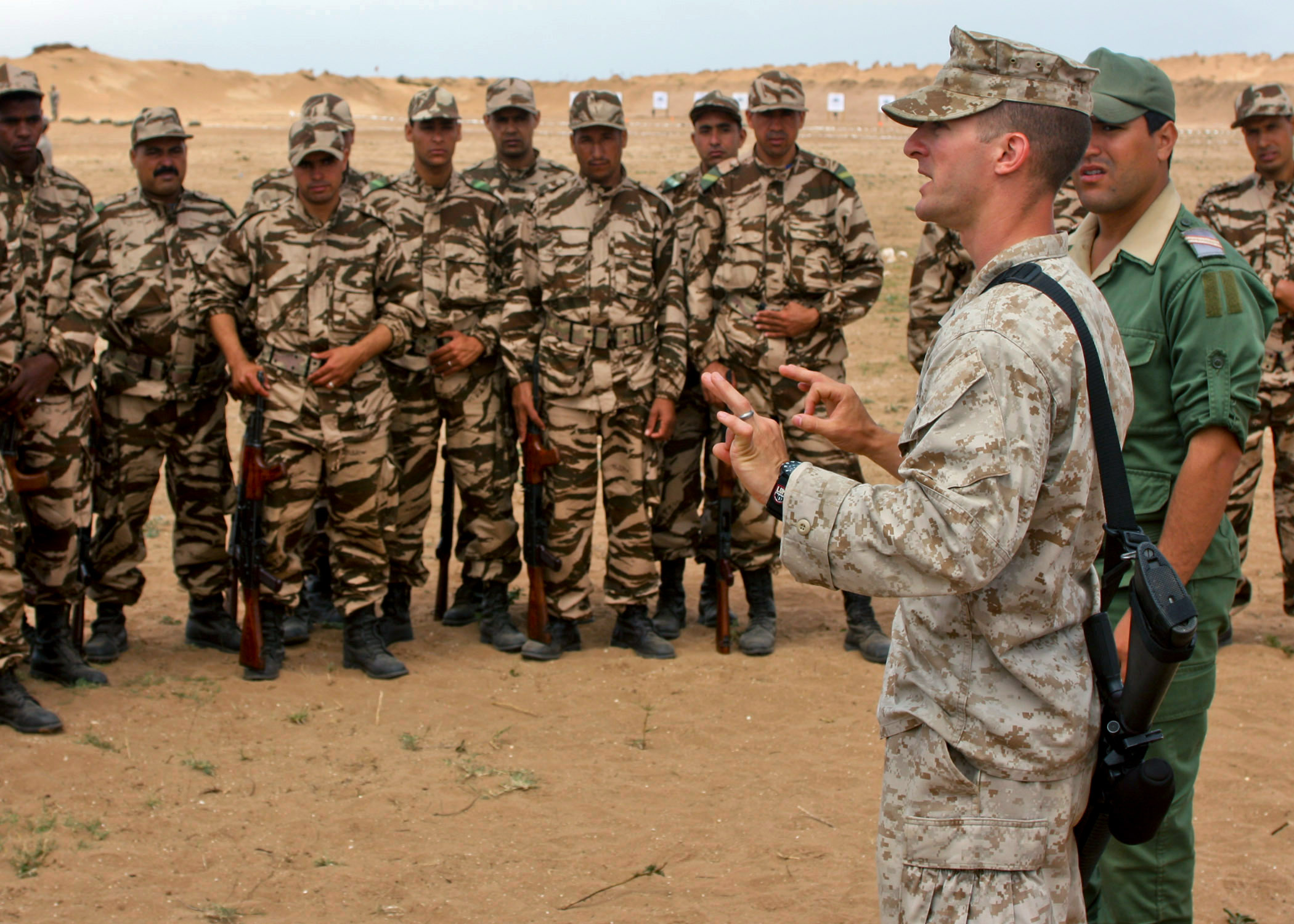
Soldados Marroquíes portando el uniforme Lizard (en) desértico.

## Rangos

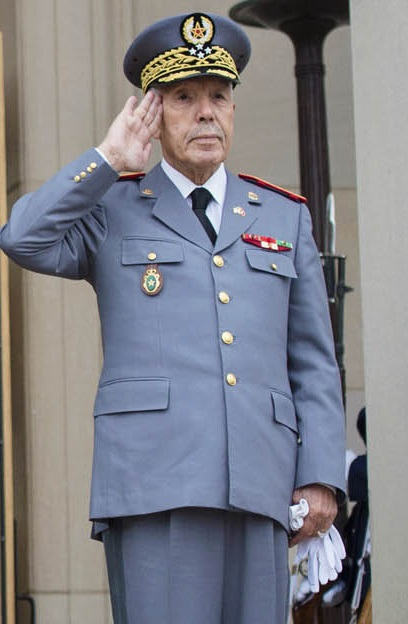
El general Bouchaib Arroub, general del Cuerpo de Ejército y anterior inspector general de las FAR

Los diferentes rangos dentro del Ejército de Marruecos y su equivalente OTAN son los siguientes:

### Suboficiales y Tropa
| Código OTAN                 | OR-9                        | OR-9                        | OR-9 | OR-9 | OR-9 | OR-9     | OR-8     | OR-8             | OR-7             | OR-7         | OR-6         | OR-6         | OR-6         | OR-6         | OR-6         | OR-6    | OR-5    | OR-5    | OR-5    | OR-5    | OR-5    | OR-5                                                  | OR-4                                                  | OR-4                                        | OR-3                                        | OR-3                      | OR-2                      | OR-2                      | OR-2                      | OR-2                      | OR-2                      | OR-2                      | OR-1                      | OR-1                      | OR-1                      | OR-1                      | OR-1                      | OR-1 |
| --------------------------- | --------------------------- | --------------------------- | ---- | ---- | ---- | -------- | -------- | ---------------- | ---------------- | ------------ | ------------ | ------------ | ------------ | ------------ | ------------ | ------- | ------- | ------- | ------- | ------- | ------- | ----------------------------------------------------- | ----------------------------------------------------- | ------------------------------------------- | ------------------------------------------- | ------------------------- | ------------------------- | ------------------------- | ------------------------- | ------------------------- | ------------------------- | ------------------------- | ------------------------- | ------------------------- | ------------------------- | ------------------------- | ------------------------- | ---- |
| Marruecos                   |                             |                             |      |      |      |          |          |                  |                  |              |              |              |              |              |              |         |         |         |         |         |         |                                                       |                                                       |                                             |                                             |                           |                           |                           |                           |                           |                           |                           |                           |                           |                           |                           |                           |      |
| Adjudant chef Sergent-major | Adjudant chef Sergent-major | Adjudant chef Sergent-major |      |      |      | Adjudant | Adjudant | Sin Equivalencia | Sin Equivalencia | Sergent-chef | Sergent-chef | Sergent-chef | Sergent-chef | Sergent-chef | Sergent-chef | Sergent | Sergent | Sergent | Sergent | Sergent | Sergent | Caporal-chef (Infantería) Brigadier-chef (Caballería) | Caporal-chef (Infantería) Brigadier-chef (Caballería) | Caporal (Infantería) Brigadier (Caballería) | Caporal (Infantería) Brigadier (Caballería) | Soldat de première classe | Soldat de première classe | Soldat de première classe | Soldat de première classe | Soldat de première classe | Soldat de première classe | Soldat de deuxième classe | Soldat de deuxième classe | Soldat de deuxième classe | Soldat de deuxième classe | Soldat de deuxième classe | Soldat de deuxième classe |      |

### Oficiales
| Marruecos                    |                                            |                          |                     |                    |         |                    |            |           |                            |  |          |                |
| Sin equivalencia             | Général de l'Armée et commandant Suppreme1 | Général de corps d'armée | Général de division | Général de brigade | Colonel | Lieutenant-Colonel | Commandant | Capitaine | Lieutenant Sous-lieutenant |  | Aspirant | Eleve Officier |
| 1 Ostentado por S.M. el Rey. |                                            |                          |                     |                    |         |                    |            |           |                            |  |          |                |